# いとしの婿どの
『いとしの婿どの』（いとしのむこどの）は、東海テレビ制作・フジテレビ系列で、1989年10月9日から12月29日に放送された昼ドラマである。

## 概要
女系家族に一風変わったお婿さんがやって来て巻き起こった騒動を描く。

## キャスト
- 北山春枝：范文雀[2]
- 北山圭一：岸部シロー（現・岸部四郎）[2]
- 北山圭太郎：伊藤淳史
- 岡村千秋：土居裕子[2]
- 北山裕次：新藤栄作[2]
- 岡村多寿子：鳳八千代
- 岡村昭吾：藤木悠
- 天田俊明
- 岡村道代：春江ふかみ
- 井口洋子：上月左知子
- 布勢真穂
- 松浦佐知子
- 立石凉子
- 原保美
- 向田裕美子

## スタッフ
- 演出：大西博彦、河野和平
- 演出補：白川士
- プロデューサー：針生宏、宇野博之、大西博彦
- 脚本：布勢博一[2]、足達りつこ
- 音楽：宮川晶[2]（現・宮川彬良）
- 美術デザイン：金子信雄
- 美術制作：小林久之
- カメラ：野条光一
- 照明：恩田守正
- 技術：西館博光
- 制作：東宝、東海テレビ放送

## 主題歌
- 『泣くために愛したい』[2]（プラッツ）
  - 作詞：冬杜花代子 / 作曲・編曲：宮川晶 / 歌：土居裕子[2]